# Хронологія ірано-ізраїльського протистояння (2021)
Нижче наведено список подій під час ізраїльсько-іранської гібридної війни за 2021 рік.

## Січень
- 13 січня — Ізраїль завдав масований авіаудар по бойовим позиціям армії Асада та іранських частин на сході Сирії, на місто Дейр-ез-Зор та район Абу-камаль. У ході повітряної атаки загинуло щонайменше 57 чоловік, серед них: 14 сирійських урядових військових, 16 іранських бійців та 11 афганських членів проіранської шиїтської бригади Фатімідів (“Фатиміюн[en]”)[1].

## Травень
- 6-21 травня — відбулося чергове загострення ізраїльсько-хамасівського конфлікту, найзапекліше з принаймні 2014 року[2][3]. Внаслідок ракетних обстрілів і авіаударів загинуло щонайменше 213 палестинців, зокрема 61 дитина, з одного боку та 11 мешканців Ізраїлю, серед яких одна дитина — з іншого[4][5][6][7][8].

## Липень
- 20 липня — з півдня Лівану у бік Ізраїлю було випущено дві ракети. Одна ракета була перехоплена "Залізним куполом", а інша приземлилася на відкритій місцевості. У відповідь Цахал завдав артилерійських ударів[9].
- 22 липня — сирійські ППО перехопили ізраїльські ракети в районі міста Ель-Кусейр у провінції Хомс. Сирійські державні ЗМІ повідомили про деякі матеріальні збитки, але обійшлося без жертв[10].

## Серпень
- 19 серпня — сирійські засоби ППО збили більше десяти ракет, які були випущені ізраїльськими літаками, і були націлені на об'єкти, що належать підтримуваним Іраном ополченцям у горах Каламун неподалік столиці Дамаска. Уламки ракет впали на житлові райони міста Кара, внаслідок чого загинули чотири сирійські мирних жителя. Повідомляється, що ще троє людей отримали поранення[11].

## Вересень
- 3 вересня — ізраїльська авіація завдала авіаударів по центрах розробки зброї недалеко від Дамаску, що використовуються підтримуваними Іраном ополченцями. Сирійська ракета ППО, випущена літаком, перетнула небо Ізраїлю, а потім вибухнула над Середземним морем біля узбережжя центрального Ізраїлю, не завдавши пошкоджень[12].

## Жовтень
- 8 жовтня — Ізраїль завдав авіаудару дронів на базі Т-4 у центральній Сирії, внаслідок чого двох іноземних бойовиків було вбито та ще кілька поранено[13].
- 16 жовтня — сирійські ЗМІ повідомили, що ізраїльтяни ліквідували проіранського сирійського депутата Мідхата ас-Салеха у місті Айн-ель-Тіна[14].
- 25 жовтня — ізраїльські вертольоти завдали ударів по трьох об'єктах, пов'язаних з «Хезболлою», на околиці Мадінат-ель-Баас[en] та інших населених пунктах на півдні Сирії, завдавши матеріальних збитків, але не зазнавши жертв. За даними сирійських ЗМІ, два об'єкти являли собою наглядові пости, що використовуються «Хезболлою», а третьою метою був об'єкт поруч із сирійським військовим об'єктом, який, за твердженнями Ізраїлю, співпрацював із «Хезболлою»[15].

## Листопад
- 8 листопада — ізраїльські сили завдали ударів по Хомсу та Тартусу на заході Сирії. Сирійські ЗМІ повідомили про поранення двох сирійських солдатів і матеріальні втрати. Сирійська обсерваторія з прав людини ідентифікувала цілі як контрольовані Іраном схованки зі зброєю[16].
- 10 листопада — невідомий дрон завдав ударів по підтримуваних Іраном ополченцям у районі міста Абу-Кемаль на сході Сирії неподалік кордону з Іраком, знищивши склади зброї. Неясно, чи була атака здійснена коаліційними силами під керівництвом Америки чи Ізраїлем[17].

## Грудень
- 6 грудня — за повідомленнями сирійських ЗМІ, Ізраїль завдав авіаудар по контейнерному майданчику в порту Латакія. Зайнялося кілька вантажних контейнерів[18].
- 16 грудня — ізраїльські літаки бомбардували райони на півдні Сирії, внаслідок чого загинув один солдат і було завдано шкоди невстановленим об'єктам[19].
- 28 грудня — у ніч проти 28 грудня сирійські державні ЗМІ повідомили про черговий удар ВПС Ізраїлю за цілями в районі міста Латакія на заході Сирії. Агентство SANA передає, що атаку було здійснено приблизно о 03:21 з боку Середземного моря. Метою був контейнерний майданчик у торговому порту в Латакії. Завдано суттєвої шкоди. Уточнюється, що знищено контейнери, в яких знаходилася партія зброї та боєприпасів. Повідомляється, що було чути дуже сильні вибухи, виникли пожежі[20].